# Mentone (Texas)
Mentone é uma área não incorporada localizada no estado norte-americano de Texas, no Condado de Loving. É a única povoação do condado, que é o menor dos Estados Unidos em número de habitantes. Com menos habitantes nos Estados Unidos apenas se situou, em 2010, a localidade de Brewster (Nebraska). O seu nome provém da localidade francesa de Menton.

## Demografia
Segundo o censo norte-americano de 2010, a sua população era de 19 habitantes.